# Frein moteur
 (février 2018).
Si vous disposez d'ouvrages ou d'articles de référence ou si vous connaissez des sites web de qualité traitant du thème abordé ici, merci de compléter l'article en donnant les références utiles à sa vérifiabilité et en les liant à la section « Notes et références ».
Le frein moteur est un mode de freinage grâce auquel un véhicule est ralenti par la résistance de son moteur. Cette technique est essentiellement liée aux moteurs à pistons, qui se comportent comme des compresseurs d'air lorsque la fourniture de carburant est réduite, voire supprimée, et qui convertissent alors l'énergie cinétique en chaleur. Le terme est également utilisé, entre autres, pour les véhicules propulsés par des moteurs électriques lorsque ceux-ci fonctionnent en générateurs et rechargent, par exemple, une batterie d'accumulateurs par freinage régénératif.

## Généralités
L'usage intensif des freins à friction (à disque ou à tambour) dans les longues descentes à forte déclivité (essentiellement en montagne) conduit rapidement à leur limite d'efficacité, due à un échauffement excessif, voire à leur destruction. Sous l'effet de la température, les plaquettes et les garnitures des tambours peuvent en effet entrer en fusion, tandis que le liquide du circuit de freinage peut se vaporiser (formation de bulles). C'est un des points capitaux des formations « poids lourd » et « transport en commun »[réf. souhaitée]. Les très longues descentes sont ainsi couramment des lieux d'accident, par exemple en Isère dans la rampe de Laffrey qui se termine par un virage.
Pour les pentes fortes (> 10 %) à très fortes (> 14 %), l'effet de couple résistant (frein moteur) peut être amplifié en augmentant le régime moteur, grâce à la boîte de vitesses, en rétrogradant dans un rapport inférieur. Cela augmente la vitesse de rotation du moteur et son bruit, mais sans l’endommager, tout en augmentant le couple résistant. Cela peut sembler un gâchis d'énergie (quoique sur les moteurs modernes l'arrivée de carburant est coupée automatiquement, ce qui améliore l'efficacité du système), mais c'est une méthode fiable et efficace pour ralentir un véhicule thermique. Sa mise en œuvre ne nécessite pas de modification du moteur, contrairement aux autres systèmes de freinage qui sont à la fois complexes et demandeurs d'entretien et d'un usage dosé. Pour les moteurs électriques, la réversibilité apporte quelques nouvelles applications de freinage (couple résistant produisant une énergie récupérée et stockée, limitée par la capacité de stockage des batteries). Il existe depuis 1936 des ralentisseurs à courants de Foucault complétant les autres systèmes de freinage de véhicule.
L'idée de freiner un véhicule motorisé en agissant sur le moteur même, plutôt que sur les arbres entraînés, remonte à l'époque des locomotives : en 1865, Louis Le Chatelier expérimenta le frein à contre-vapeur sur les chemins de fer du nord de l'Espagne. Cette technique qui, dit L. Figuier, « s’est répandue sur presque tous les réseaux de l’Europe », présentait toutefois le double inconvénient de n'agir que sur les roues motrices (celles de la locomotive), et d'autre part de développer des contraintes énormes dans la tôle des chaudières lorsque l'on renversait la vapeur d'un convoi lourd lancé à pleine vitesse (env. 80 km/h vers 1860). L'étape suivante du freinage ferroviaire a consisté à conjuguer de façon rationnelle le freinage à contre-vapeur et le freinage à sabot (frein Achard puis frein Westinghouse) : l'accident ferroviaire de la gare Montparnasse (1895) témoigne des difficultés qu'il a fallu résoudre.

## Moteur à explosion
Chaque grand type de motorisation a un couple résistant produit, donc un frein moteur, différent ; ce qui explique qu'il faut se méfier en conduisant un véhicule inhabituel. Complément indispensable de tout véhicule, il est difficile et dangereux de se priver de cette solution. Plus la charge de véhicule est importante, plus celui-ci doit être utilisé. Son utilisation correcte peut prolonger considérablement la durée de vie des plaquettes de frein, mais aussi la fatigue du conducteur. Le système d'embrayage moteur doit aussi être en très bon état car le rétrogradage est vital à l’efficacité du frein moteur.

### Principe
Les moteurs à explosion se comportent comme des compresseurs lors de la phase de compression, transformant une partie de l'énergie cinétique de la mécanique en chaleur. Un moteur thermique moderne est équipé en sus d'un pot d'échappement, d'un filtre à particules et d'une vanne EGR, qui provoquent des pertes à l’échappement et accentuent l'effet de frein moteur. Pendant cette phase de compression, ils permettent un frein moteur efficace. Cependant, selon le type de moteur, l'efficacité de ce frein moteur est différente.
Moteur DieselLe frein moteur est d'autant plus efficace que la cylindrée et que le taux de compression sont élevés et que l'injection de carburant est interrompue ; le moteur fonctionne alors comme un compresseur d'air transformant une grande partie de l'énergie en chaleur.
Moteur à deux tempsLe taux de compression étant relativement faible, le frein moteur l'est aussi. De plus, l'admission du carburant est souvent réduite, sans être complètement coupée (ralenti carburateur).
Moteur à allumage commandéSur les anciens moteurs équipés de carburateurs, le papillon des gaz est fermé dès que l'accélérateur est relâché (ralenti), ce qui provoque des pertes par pompage[réf. nécessaire] à chaque fois que la soupape d'admission de chaque cylindre est ouverte. Sur les moteurs à injection (directe ou indirecte), l'arrivée de carburant peut être complètement arrêtée dès que l'accélérateur n'est plus sollicité, rendant l'effet du frein moteur plus efficace et plus économique.
Motorisation hybrideSelon la conception du système et la demande, le frein moteur électrique peut être plus ou moins efficace et modulé, c'est généralement un freinage régénératif rechargeant la batterie de traction; de plus, suivant les systèmes, il peut être accentué voir suppléé en utilisant le moteur thermique comme avec un véhicule thermique conventionnel.

### Utilisation
Sur les véhicules automobiles, le frein moteur est essentiel dans les descentes, où il réduit le risque d'un trop grand échauffement du système de freinage. Il est plus efficace avec des rapports de boîte courts, cependant il faut réduire les rapports de la boîte de vitesses de la manière inverse à celle utilisée pour l'augmentation de la vitesse du véhicule. Une diminution trop rapide des rapports pourrait entraîner un surrégime du moteur, néfaste à sa fiabilité et à celle de la boîte de vitesses. Sur les boîtes automatiques gérées par informatique, ce risque est absent, les paramètres de régimes moteurs mini et maxi étant contrôlées pour éviter tout dépassement des limites fixées par le constructeur.
Le frein moteur est particulièrement utile sur les poids-lourds (les moteurs de camions étant de forte cylindrée, leur effet est très important). Il est aussi recommandé de l'utiliser dans toutes les autres phases de décélération, dans la mesure où il permet à la fois de moins user les freins et de diminuer notablement la consommation de carburant.

### Efficacité selon le type de transmission
Les véhicules à transmission automatique ont un frein moteur fonctionnant de manière spécifique selon le type de boite de vitesses :
- pour les modèles avec convertisseur de couple celui-ci n'est souvent conçu que pour transmettre le couple dans un seul sens, l'effet frein moteur est faible voire négligeable. Cependant, les convertisseurs de couple récents sont équipés d'un embrayage de pontage qui peut bloquer le convertisseur, permettant ainsi de transmettre le frein moteur aux roues ;
- pour les modèles avec boîte de vitesses à double embrayage le frein moteur peut être similaire à celui d'un véhicule équipé d'un embrayage classique à condition de rétrograder manuellement pour augmenter son efficacité, si l'électronique n'est pas assez réactive ;
- les véhicules hybrides, en particulier ceux avec transmission électromécanique à variation continue, la transmission gérée par un calculateur offre un frein moteur modulable, potentiellement puissant et plus ou moins régénératif.

## Moteur électrique
Comme toutes les machines électriques (communément nommées « moteurs électriques ») sont réversibles et susceptibles de se comporter soit en « moteur » soit en « générateur » dans les quatre quadrants du plan couple-vitesse,,,, le frein moteur est l'application de leur fonctionnement en générateurs d'électricité (dans deux des quadrants précités). Elles fournissent alors un couple résistant qui, s'opposant à la charge qu'elles entrainent, produit le freinage (conversion de l’énergie cinétique en énergie électrique). Cette énergie électrique qui doit être « évacuée » peut l'être par dissipation de chaleur par effet Joule dans une résistance connectée aux bornes de la machine. Mais on peut aussi la récupérer dans le réseau d'alimentation ou un accumulateur électrique. C'est le cas, par exemple, sur le TGV (récupération sur le réseau) et sur les automobiles électriques ou hybrides (récupération sur batterie). Si le couple est maintenu constant, la puissance de freinage est proportionnelle à la vitesse. Le fonctionnement est généralement assuré de façon entièrement statique par une électronique de puissance.